# Andreas Ulmer
Andreas Ulmer (phát âm tiếng Đức: [anˈdʁeːas ˈʔʊlmɐ]  sinh ngày 30 tháng 10 năm 1985) là một cầu thủ bóng đá chuyên nghiệp người Áo thi đấu ở vị trí hậu vệ cho câu lạc bộ Red Bull Salzburg tại Austrian Football Bundesliga và đội tuyển quốc gia Áo.